# Ocyptamus duida
Ocyptamus duida är en tvåvingeart som först beskrevs av Hull 1947.  Ocyptamus duida ingår i släktet Ocyptamus och familjen blomflugor. Inga underarter finns listade i Catalogue of Life.